# ضريح بير بالاندوز
ضريح بير بالاندوز (بالفارسية: آرامگاه پیر پالاندوز) ضريح تاريخي يعود إلى السلالة الصفوية، ويقع في مشهد.